# Interval (hudba)
Interval je vzdálenost mezi dvěma tóny. Ozvou-li se oba tóny současně, jedná se o interval harmonický, zazní-li po sobě, jde o interval melodický.

## Názvy intervalů
Nejmenší vzdálenost mezi dvěma tóny je v evropské hudbě půltón, vzdálenost dvou půltónů se označuje jako celý tón. Základním intervalem je oktáva, která udává rozmezí, jež je dále rozděleno na tóny a půltóny. Oktáva je základním intervalem z toho důvodu, že kromě primy (dva stejně vysoké tóny – poměr frekvencí 1:1) je oktáva nejkonsonantnějším intervalem: tóny vzdálené o oktávu mají nejjednodušší možný podíl frekvencí – 2:1 (čili tón o oktávu vyšší má dvojnásobnou frekvenci). V evropské hudbě je oktáva rozdělena na dvanáct půltónů (více o této problematice v článku ladění).
Intervaly se nazývají podle toho, o kolik stupňů diatonické stupnice (např. C dur) jsou od sebe oba tóny intervalu vzdáleny. Jejich názvy jsou počeštělé latinské řadové číslovky v ženském rodě (prima = první, secunda = druhá, tertia = třetí, atd.). Tyto názvy platí pro všechny diatonické stupnice – tedy pro všechny durové, mollové a církevní hudební stupnice. V tabulce níže jsou uvedeny příklady pro stupnice C dur a e moll.
|        | prima | sekunda | tercie | kvarta | kvinta | sexta | septima | oktáva |
| ------ | ----- | ------- | ------ | ------ | ------ | ----- | ------- | ------ |
| C dur  | C – C | C – D   | C – E  | C – F  | C – G  | C – A | C – H   | C – C  |
| e moll | E – E | E – F♯  | E – G  | E – A  | E – H  | E – C | E – D   | E – E  |

Diatonická stupnice vychází ze sedmitónové řady (C, D, E, F, G, A, H), ale jak již bylo řečeno, oktáva je v evropské hudbě rozdělena do 12 půltónů. Označení „prima“ až „oktáva“ tedy nestačí k popisu všech dvanácti intervalů v dvanáctitónové chromatické stupnici. Proto se zavádí doplňková přídavná jména: čistá, malá a velká. Prima, kvarta, kvinta a oktáva mohou být jen čisté; sekunda, tercie, sexta a septima mohou být buď malé nebo velké.
Čisté intervaly mají svoje označení proto, že poměr frekvencí jejich tónů je i v rovnoměrně temperovaném ladění velmi blízký poměru malých celých čísel, které používá čisté ladění.
| Stupeň | Název intervalu | Půltóny | Zákl. tón: C | Zákl. tón: E |
| ------ | --------------- | ------- | ------------ | ------------ |
| 1      | čistá prima     | 0       | C – C        | E – E        |
| 2      | malá sekunda    | 1       | C – D♭       | E – F        |
| 2      | velká sekunda   | 2       | C – D        | E – F♯       |
| 3      | malá tercie     | 3       | C – E♭       | E – G        |
| 3      | velká tercie    | 4       | C – E        | E – G♯       |
| 4      | čistá kvarta    | 5       | C – F        | E – A        |
| 4      | zvětšená kvarta | 6       | C – F♯       | E – A♯       |
| 5      | čistá kvinta    | 7       | C – G        | E – H        |
| 6      | malá sexta      | 8       | C – A♭       | E – C        |
| 6      | velká sexta     | 9       | C – A        | E – C♯       |
| 7      | malá septima    | 10      | C – B/H♭     | E – D        |
| 7      | velká septima   | 11      | C – H        | E – D♯       |
| 8      | čistá oktáva    | 12      | C – C        | E – E        |

Každý interval může být dále zvětšený či zmenšený. Zvětšený interval je o půltón větší než velký (nebo čistý), zmenšený interval je o půltón menší než malý (nebo čistý). Dvojzvětšený interval je o půltón větší než zvětšený, dvojzmenšený interval je o půltón menší než zmenšený. V tabulce dole jsou z úsporných důvodů příklady pouze pro tercii a kvartu. Jediným omezením je, že žádný tón nesmí mít více než dva křížky (♯) nebo více než dvě bé (♭).
| Stupeň | Název intervalu     | Půltóny | Zákl. tón: C | Zákl. tón: E |
| ------ | ------------------- | ------- | ------------ | ------------ |
| 3      | dvojzmenšená tercie | 1       | –            | E – G𝄫       |
| 3      | zmenšená tercie     | 2       | C – E𝄫       | E – G♭       |
| 3      | malá tercie         | 3       | C – E♭       | E – G        |
| 3      | velká tercie        | 4       | C – E        | E – G♯       |
| 3      | zvětšená tercie     | 5       | C – E♯       | E – G𝄪       |
| 3      | dvojzvětšená tercie | 6       | C – E𝄪       | –            |
| 4      | dvojzmenšená kvarta | 3       | C – F𝄫       | E – A𝄫       |
| 4      | zmenšená kvarta     | 4       | C – F♭       | E – A♭       |
| 4      | čistá kvarta        | 5       | C – F        | E – A        |
| 4      | zvětšená kvarta     | 6       | C – F♯       | E – A♯       |
| 4      | dvojzvětšená kvarta | 7       | C – F𝄪       | E – A𝄪       |

Poznámka k výslovnosti: F𝄫 („feses“), F♭ („fes“), F („ef“), F♯ („fis“), F𝄪 („fisis“) apod.
Pokud provedeme enharmonickou záměnu, může mít jeden interval více názvů. Například interval obsahující čtyři půltóny je velká tercie (např. C – E), může se ale také nazývat dvojzvětšená sekunda (C – D𝄪) nebo zmenšená kvarta (C – F♭). Varianty intervalů s „neobvyklými“ názvy se vyskytují kvůli logice hudební harmonie: např. malá septima má v harmonii jinou funkci než zvětšená sexta, byť oba intervaly v temperovaném ladění znějí stejně. Provedeme-li tedy enharmonickou záměnu v zápisu not (např. místo G – E♯ napíšeme G – F), posluchač klavírní skladby nepozná žádný rozdíl, ale harmonický záměr skladatele přestane být z notového zápisu zřejmý.

## Velikost intervalů
Přesné frekvence jednotlivých stupňů závisejí na použitém ladění. V čistých či přirozených laděních jsou frekvence tónů ve vzájemných poměrech, vyjádřitelných celými čísly. Tyto poměry jsou dalším způsobem, jak označovat intervaly. Např. oktáva je vyjádřena poměrem 2:1, čistá kvinta je 3:2 atd. Pokud poměr frekvencí nelze vyjádřit jako jednoduchý zlomek, bývá vhodné uvádět jeho hodnotu jako desetinné číslo nebo se používá vyjádření v centech. V Evropě se od 19. století používá převážně rovnoměrně temperované ladění u něhož žádný interval kromě oktávy nelze vyjádřit jako jednoduchý zlomek. Např. velká tercie má velikost 1,259921, což je 400 centů.
V mnohé mimoevropské hudbě (např. v arabské, perské, indické, thajské, africké, indonéské) se používají intervaly odlišné. S intervaly odlišnými od dnešních pracovala i starořecká hudební teorie.
Neobvyklé intervaly lze občas nalézt též v evropské hudbě lidové, např. na Moravském Slovácku i v hudbě umělé (Alois Hába, Eugen Ysaye, Nicola Vicentino, Adriaan Fokker, Ivor Darreg, Paul Erlich, Charles Ives, Ivan Wyschnegradsky, Joseph Schillinger). Tato hudba se nazývá mikrotonální. Vzdálenost mezi dvěma tóny může dělit na třetiny (třetinotóny]) a čtvrtiny (čtvrttóny) i menší díly, používat intervalů větších nebo konstruovaných zcela odlišným způsobem.